# Панце
Панце (словен. Pance) — поселення в общині Любляна, Осреднєсловенський регіон, Словенія. Висота над рівнем моря: 521,1 м.